# Robert Herrick (poeta)
e sposiamoci subito dopo:

amore si consuma in morte

se a lungo indugiamo.»
Robert Herrick (Cheapside, 24 agosto 1591 – Dean Prior, 15 ottobre 1674) è stato un poeta inglese, esponente della scuola dei Poeti cavalieri.

## Biografia
Nato a Cheapside, una municipalità di Londra, era il settimo figlio di Nicholas Herrick, un benestante orafo. È probabile che abbia frequentato la Westminster School. Nel 1607 andò a lavorare come apprendista presso lo zio Sir William Herrick, orafo e gioielliere del re. L'apprendistato durò solo sei anni ed Herrick, ormai ventiduenne, si immatricolò al St John's College di Cambridge. Si laureò nel 1617.
Robert Herrick divenne un membro dei Figli di Ben, un gruppo di Poeti cavalieri uniti dall'ammirazione per la poesia di Ben Jonson. Nel 1627 o poco prima, prese gli ordini religiosi ed essendo stato nominato cappellano del duca di Buckingham, lo accompagnò nella sua disastrosa spedizione presso l'Isola di Rhé (1627). Divenne vicario della parrocchia di Dean Prior, Devon, nel 1629, e lo rimase per i successivi trentun anni. Proprio nell'isolamento della campagna del Devon scrisse alcune delle sue opere più importanti.
Alle prime avvisaglie dello scoppio della Guerra civile inglese, fu sollevato dal suo incarico a causa del suo rifiuto di giurare fedeltà al Solemn League and Covenant e decise di ritornare a Londra. Il suo incarico gli fu restituito con la Restaurazione di Carlo II e ritornò nel Devon nel 1662, dove rimase fino a quando la morte lo raggiunse nel 1674. Herrick non si sposò mai e si ritiene che molte delle donne cui fa riferimento nella sua poesia siano frutto di finzione poetica.

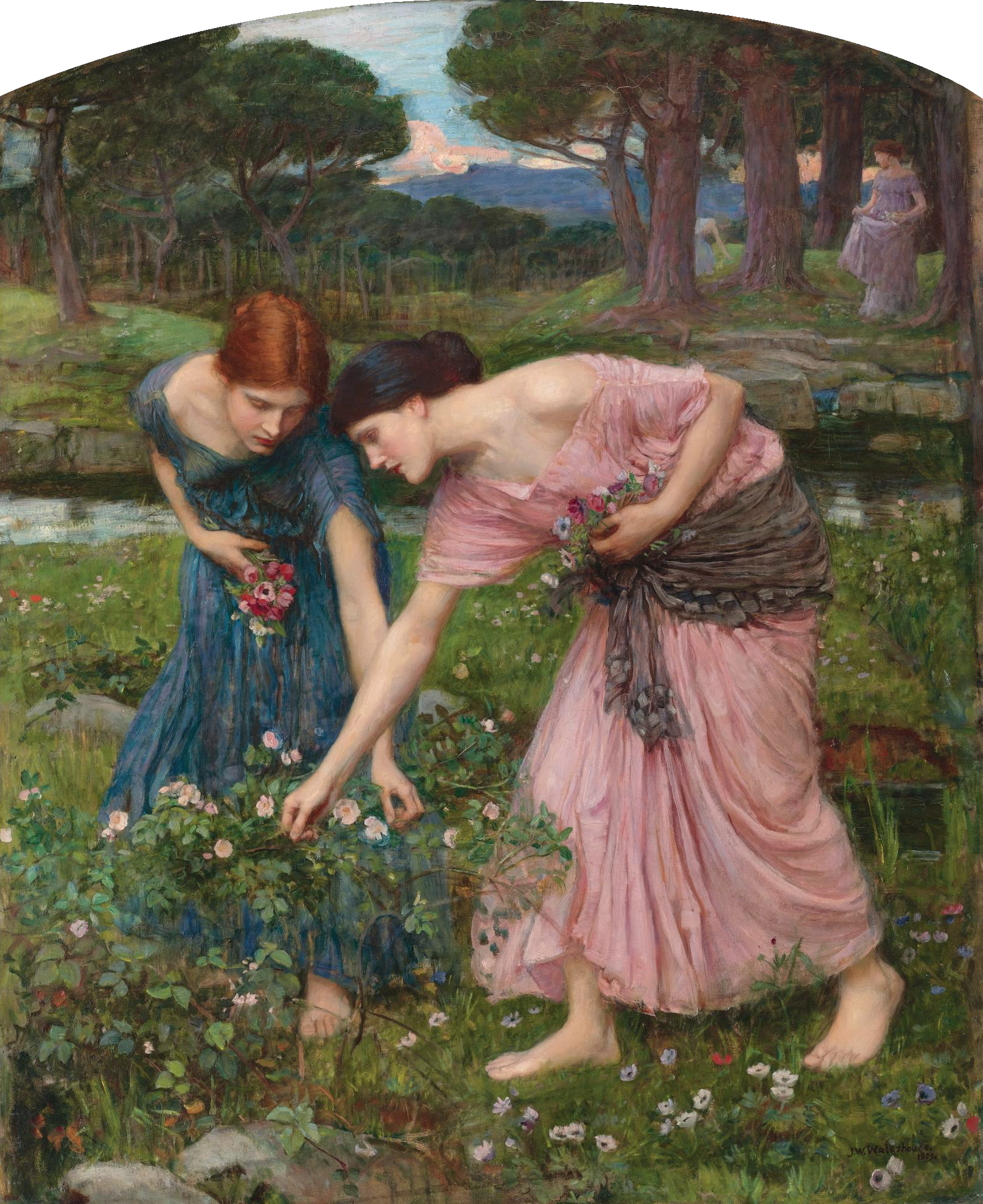
John William Waterhouse, Gather ye rosebuds while ye may, 1909

## Opere
La sua fama è dovuta a Hesperides (Esperidi), una raccolta di liriche, ed al più breve Noble Numbers (Numeri nobili), la raccolta delle sue opere di ispirazione spirituale, pubblicati insieme nel 1648. Le Hesperides si apre con un componimento, The Argument of This Book, nel quale il poeta elenca tutti i temi che tratterà: la vita di Campagna, il mutare delle stagioni, le usanze dei villaggi, l'amore, la gioventù, le credenze mitiche della tradizione inglese. L'amore verso la donna amata è da lui celebrato più come godimento sensuale che come passione. Le liriche sono spesso indirizzate a donne immaginarie con nomi classicheggianti come Julia (Upon Julia's Clothes).
In una delle sue poesie più celebri, To the Virgins, to Make Much of Time (Alle vergini, perché facciano buon uso del loro tempo), Herrick ricordava alle giovani donne quanto sia fugace la loro bellezza: